# Egyptiskt tempel

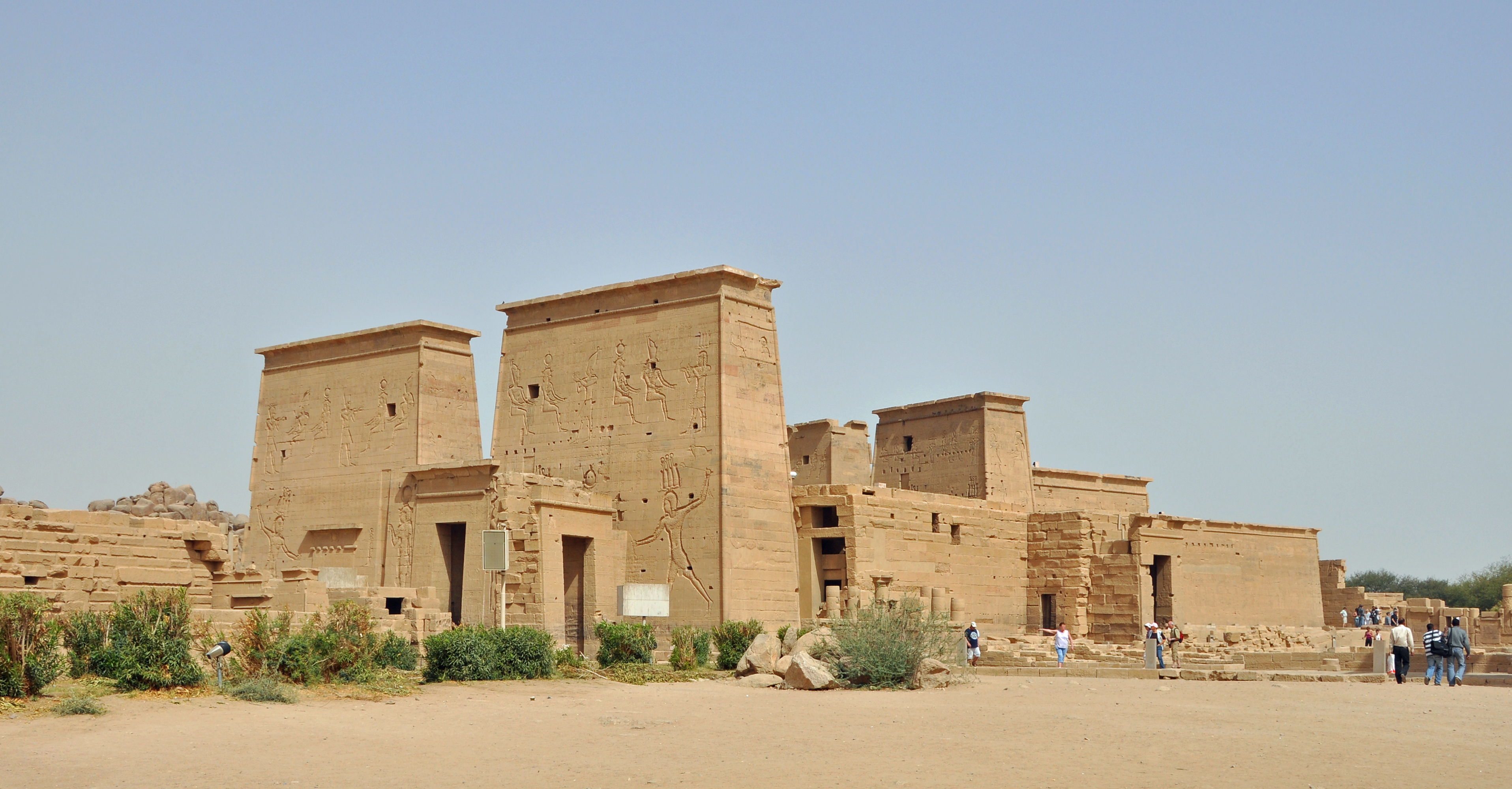
Filetemplet på ön File.

Egyptiska tempel byggdes under forntidens Egypten för att hedra en farao eller gudomar.
Faraonerna försökte att skapa ett skyddscentrum för Nildalen som ansågs som den kända civiliserade världen. I templen dyrkades gudinnan Ma'at som symbol för den gudomliga ordningen. Reliefen och andra bilder visar livet inom landets gränser. Vid ingången står nästan alltid en staty av den aktuella faraon som är beredd för anfall mot fienderna. Fiender som hettiter, folk från Libyen eller nubier framställdes i underlägsna kroppsställningar. Innanför murarna hittas ofta bilder av palmer, blommor och andra växter. I templets centrum ligger den heligaste delen och omkring finns flera kamrar för andakter eller offerceremonier. Flera kulthandlingar som säkerställer faraons renhet utfördes innan kungen besökte helgedomen. Där tillbads gudarna för ett bra Ankh (liv) före och efter döden.